# Търпо Поповски
Търпо Иванов Поповски с псевдоним Мирабо е български свещеник, учител, основател на едно от първите български училища в Костурско, борец срещу гръцката пропаганда в Македония, революционер от Вътрешната македоно-одринска революционна организация. През целия си живот отец Търпо Поповски се противопоставя решително на гръцките владици и налагания от тях елинизъм в Западна Македония, за което е преследван от властите и многократно затварян.

## Биография

### Ранни години
Търпо Поповски е роден в голямото българско костурско село Косинец, Османската империя, днес Йеропиги, Гърция, в семейството на Иван Поповски и Кираца Василева Николова от Връбник. Неговият прапрадядо Стефан Поповски, основател на рода Поповци, е протосингел на гръцкия владика Венедикт в Драма. От 1862 година учи в Цариград. Завършва Еникьойското училище, после третокласното Рифаново училище и накрая VI и VII клас на Великата народна школа, където:
| „ | дойдох в съзнание, че съм българин и трябва да умра за българщината. | “ |

Поповски напуска гръцкото училище и се мести да живее в метоха на българската църква „Свети Стефан“, където е приет и за прислужник на българското читалище. Тъй като няма тежка работа, Поповски учи в българското класно училище в 1868 – 1869, в което му преподават Агапий Войнов, Иван Найденов и Костаки Търновски. Търпо изпраща дописка до вестник „Македония“, подписана като Хр. поп Иванов, в която обръща внимание на читалищните членове
| „ | да изпратят по възможност по-скоро учители в Костурско, дето българщината се намира в опасност. | “ |

След тази дописка Поповски подава заявление в читалището с молба да му се отпусне помощ и да бъде изпратен за учител в Костурско. Заявлението му е прието и е снабден с учебници и пътни разходи, но без друга парична помощ. Финансиран от баща си, Търпо заминава за родния край в средата на май 1869 година.

### Просветна дейност
По пътя си за Косинец във Воден Георги Гогов, Ичко Занешев и други български първенци го уговарят да отвори българско училище в града. Поповски се съгласява, като все пак изпълва целта си и през лятото на 1869 година, за няколко месеца, отваря българско училище в Косинец, в собствената си къща, което заедно с училището на Георги Динков в Загоричани и на Герасим Калугера в Търсие е едно от първите три български училища в Костурско. През есента на 1869 година се връща във Воден и отваря училище, което се помещава първо в частни къщи, а по-късно в голямата фабрика на Георги Гогов. Поповски учителства във Воден две години без заплащане и въпреки съпротивата на гръцкия владика Калиник, който чрез интриги пред властите успява да издейства затварянето на някои български първенци в Солун.
В 1871 – 1872 година Поповски отново отваря училище в родното си село Косинец. След интриги на костурския владика Никифор и секретаря му Яник Граматик, училището е закрито и Поповски е затворен от властите за три месеца в Корчанския затвор, но след намеса на битолските български първенци Димитър Робев, Константин Мишайков и други е освободен и продължава да преподава в Косинец, въпреки опитите на Никифор Костурски да го спре чрез интриги и подкупи. Поповски поддържа постоянна връзка с Георги Динков и отец Герасим.
В 1872 година Търпо Поповски се сгодява за Малина Д. Карлюкова и тъй като няма български свещеник в Костурско, е принуден да иска разрешение от владиката. Поповски се среща с него в село Лобаница, при която Никифор му предлага пари, за да се откаже от учителстването. При отказа на парите, владиката на свой ред не се съгласява да издаде вула за венчаване. В Косинец се създава селски протокол, с който се задължават патриаршистките свещеници да го бракосъчетаят, като отговорността ще е на селяните. От тримата селски свещеници само един се съгласява и извършва церемонията на 29 октомври същата година.
В 1878 – 1879 година Поповски е учител в село Дъмбени, където придумва родения в Станимака костурски владика Иларион да служи на църковнославянски, за което по донос на Анастасиос Пихеон е отзован от патриаршията. След Дъмбени Поповски заминава за Бурса, където помага в работата на баща си, докато той оздравее. След като баща му оздравява, Търпо заминава за Източна Румелия, където работи като писар в пловдивската полиция. По време на престоя си в Пловдив се запознава с Методий Кусев, който става по-късно старозагорски митрополит. В 1880 година Поповски е назначен от Екзархията за служител за специални поръчения в Костурско, като успоредно с това е учител в Дъмбени. На тази длъжност той остава три години, като рапортите му се публикуват във вестниците „Марица“ и „Народний глас“. По време на учителстването му в Дъмбени новият костурски митрополит Константий посещава селото и тъй като разбира за просветното дело на Поповски, решава да организира изпит за учениците му. Така през януари месец костурският митрополит посещава организиран от Търпо изпит, на който обаче се разразява голям скандал между Търпо и Костантий относно българщината в Костурско. Скандалът завършва, когато Търпо изхвърля владиката от училището. В резултат на тази случка Константий се опитва да изпрати Търпо на заточение, но преди да успее да го направи, митрополитът е уволнен от Костурската епархия, поради грубо поведение.
Поповски организира подаването на махзар, подкрепен със 74 селски печата, с който се иска на основание на Берлинския договор да се позволи на Екзархията да назначи митрополит в Костур, тъй като в епархията българското население надминава две трети. Махзарът е подаден до битолския и корчанския каймаками, до Екзархията и до Топханенската комисия. Новият владика Кирил успява с подкупи да разубеди кметовете на селата да се откажат, като заявят, че са излъгани от Поповски.
Поповски е в основата на организирането на първото българско училище в град Костур в учебната 1882 – 1883 година. След скандал между учителите Григорий Бейдов от Косинец и Златко Каратанасов от Бобища Поповски поема ръководството на училището в началото на следващата учебна година. За учебната 1883 – 1884 година Екзархията първоначално решава да спре финансирането на училището в Костур, но Поповски заедно с околните села, се застъпва за оставането на български учители в града и пише до Екзархията, а йеродякон Бейдов отива лично до Цариград и Екзархията впоследствие променя решението, произвежда Бейдов в йеромонашески чин за Костурския параклис и нарежда на учителите да останат в града.
В 1885 година Търпо отново е арестуван и отведен в Билища заедно с Бейдов, а след това са затворени в Корча, в резултат на интриги от страна на гърците. Осем месеца Поповски и Бейдов лежат в затвора без произнесена присъда и са освободени чак на 10 декември същата година, но са изпратени в Битоля, без право да напускат града, където прекарват седем месеца без работа и право да пътуват. Затворени са и други български учители – хрупищкият Апостол Калоянов, Константин Дамянов, Кузман Шапарданов, а училищата в Хрупища, Дъмбени, Смърдеш, Косинец, Нестрам, Кономлади, Загоричани са затворени.
В 1886 година Поповски и Бейдов са освободени, но без право да учителстват. Двамата заминават за Цариград да докладват на Екзархията, от където назначават Бейдов за учител в Костур, но Поповски не получава назначение. Принуден от обстоятелствата Търпо заминава да търси работа в София. Там той получава подкрепа от Министерството на просвещението да бъде назначен за учител. Търпо прекарва учебната 1887 – 1888 година в родното си село, очаквайки назначение, но тъй като то не пристига, съдейства за доизграждането на косинското българско училище и смърдешката църква. В следващата година Поповски се явява пред министъра на просветата и на външните работи, докладвайки за всичко станало. Министърът на външните работи господин Живков предлага на Търпо ако има българи в Корча, да се отвори училище. Поповски се съгласява и с помощта на Министерството на външните работи е назначен за учител в Корча в 1888 – 1889 година. В четвръртата година от отварянето му училището е посетено от Густав Вайганд, а Търпо и учениците му са фотографирани от немския езиковед, както и тези от румънското училище. В петата година, след интриги на костурските учители, Екзархията решава да затвори училището в Корча и мести Поповски в Галичник. След издаването на брошурата на Вайганд, Екзархията иска да върне Поповски в Корча, осъзнавайки колко е важно българското училище там, и учителят да го отвори наново, но той отказва и съветва, който е причина за затварянето, той да го отваря наново. Търпо се връща в родното си село, където за да предотврати интриги на гъркоманите, само отива да се представи на новия гръцки владика Филарет Костурски. Филарет, изненадан, че му се представя български учител, не вярва, че в областта има българи, на което Поповски отговаря:
| „ | Ваше преосвещенство, всички са българи, но елини няма. | “ |

### Духовна и революционна дейност
След изтичане на ваканцията, въпреки отказа си, Поповски се връща да поднови дейността на българското училище в Корча. След като отваря наново училището, заминава за Цариград за ново назначение. В 1893 година по път към Цариград, в Солун, се среща с Трайко Китанчев, Гьорче Петров, Даме Груев и Пере Тошев, които споделят плановете си за революционното движение в Македония. Така още в същата година, по тяхно внушение, Поповски е пенсиониран като учител и е ръкоположен за свещеник, което му дава повече свобода на действие. Между 1895 и 1896 година е председател на българската община в Лерин, а между 1896 и 1897 година на българската община в Костур. След разкритията на Иванчовата афера от 1901 година е осъден на 7 години, лежи в Корчанския затвор, но е амнистиран през есента на 1902 година. През февруари 1903 година е повторно арестуван и лежи в Битолския затвор до пролетта на 1904 година. След това е председател на българската община в Битоля до 1906 година и същевременно е председател на Костурския революционен район и Битолския окръжен революционен комитет на ВМОРО. След погрома на Илинденско-Преображенското въстание Търпо Поповски участва в дарителска акция на Българската екзархия, която снабдява пострадалите села в Костурско и Охридско с храна, дрехи и пари.
През март 1907 година къщата на Търпо Поповски в Битоля е нападната от редовна турска армия, дъщеря му Василка Поповска, която е на 18 години, е убита, след което той се премества в България. След Младотурската революция от юли 1908 година Търпо Поповски се завръща в Македония. Заема поста на архиерейски наместник в Кичево до 1 февруари 1911 година, а след това в Ресен до 25 юли 1913 година, когато новата сръбска власт го екстернира в Гърция, поради отказа си да се декларира като сърбин. Попада в затвор в Атина, но със застъпничеството на българския посланик там е освободен и се завръща в Царство България.
През есента на 1913 година Поповски е назначен за архиерейски наместник в Албания и заедно с назначения за български главен учител Павел Христов пристигат в Драч на 26 ноември. Там обаче са арестувани от местния управител Есад паша Топтани, който обаче, подкупен от сръбски и гръцки агенти, ги интернира във Валона. Освободени са благодарение на намесата на ресенските търговци Михаил Татарчев и Коста Стрезов, както и на влиятелния българофил Хасан бей Прищина. Българският генерален консул във Валона Тодор Павлов изпраща Поповски и Коста Мирчев в Шкодра, където да открият българско училище, а Христов и Григор Ошавков в Дебърско. През май 1914 година Павлов изпраща Поповски в Корча, където да работи заедно с новоназначения главен учител Никола Киров. Гръцкото нахлуване обаче ги принуждава да преустановят дейността си и на 22 юни, заедно с цялото население на града, са принудени да го напуснат.
Участва като делегат от Бургаското благотворително братство в обединителния конгрес на Македонската федеративна организация и Съюза на македонските емигрантски организации от януари 1923 година. Търпо Поповски умира в София през 1928 година. Негови синове са предприемачът Никола Поповски и революционерът Лазар Поповски.
Отец Златко Каратанасов пише за Търпо Поповски:
| „ | …беше народен човек. С благо сърце и добродушна душа – достоен служител на светата ни църква и добър работник на Христовата нива. | “ |

В 1915 година костурчанинът учител Георги Райчев пише:
| „ | 1 1/2 ч. на северозапад от с. Дъмбени, под едно хълмисто място, на равнинка е разположено българското с. Косинец. То е прочуто от името на поборника-свещеник поп Търпо Поповски, революционер и сеятел на българската азбука в гр. Костур и околните български села.. Покойният бе завършил Роберт колеж в Цариград, след това станал главен учител в гр. Воден, а после бе български учител в родното си село. По-късно се ръкоположил за свещеник в селото си. Като архиерейски наместник в гр. Костур заедно с архимандрит Сава от с. Загоричани, откри в града български училищен пансион. Той бе един от най-искрените и верни българи и поборник против гръцките владици Филарет и Кирилос. Този велик поборник, макар и много мъчен от гъркоманите и гръцките владици, ни остави пример да бъдем негови последователи, да бъдем верни на Бога и Отечеството си. Той се помина, но вечна и голяма слава ни остави на всички и нека му кажем Бог да го прости, Вечна му памят, лека му пръст и мир на душата му и живот вечен. Амин. | “ |

## Родословие
|  |  |                              |                              |                              |                              |                              |                              |  |  |                               |                               |                               |                               |                               |                               |  |  | Иван Поповски  | Иван Поповски  | Иван Поповски  | Иван Поповски  | Иван Поповски                | Иван Поповски                |                              |                              | Кираца Василева Николова     | Кираца Василева Николова     | Кираца Василева Николова     | Кираца Василева Николова     | Кираца Василева Николова     | Кираца Василева Николова     |                 |                 |                 |                 |                |                |                |                |  |  |        |        |        |        |        |        |  |  |                  |                  |                  |                  |                  |                  |  |  |                   |                   |                   |                   |                   |                   |  |  |        |        |        |        |        |        |  |  |  |  |
|  |  |                              |                              |                              |                              |                              |                              |  |  |                               |                               |                               |                               |                               |                               |  |  | Иван Поповски  | Иван Поповски  | Иван Поповски  | Иван Поповски  | Иван Поповски                | Иван Поповски                |                              |                              | Кираца Василева Николова     | Кираца Василева Николова     | Кираца Василева Николова     | Кираца Василева Николова     | Кираца Василева Николова     | Кираца Василева Николова     |                 |                 |                 |                 |                |                |                |                |  |  |        |        |        |        |        |        |  |  |                  |                  |                  |                  |                  |                  |  |  |                   |                   |                   |                   |                   |                   |  |  |        |        |        |        |        |        |  |  |  |  |
|  |  |                              |                              |                              |                              |                              |                              |  |  |                               |                               |                               |                               |                               |                               |  |  |                |                |                |                |                              |                              |                              |                              |                              |                              |                              |                              |                              |                              |                 |                 |                 |                 |                |                |                |                |  |  |        |        |        |        |        |        |  |  |                  |                  |                  |                  |                  |                  |  |  |                   |                   |                   |                   |                   |                   |  |  |        |        |        |        |        |        |  |  |  |  |
|  |  |                              |                              |                              |                              |                              |                              |  |  |                               |                               |                               |                               |                               |                               |  |  |                |                |                |                | Търпо Поповски (1848 – 1928) | Търпо Поповски (1848 – 1928) | Търпо Поповски (1848 – 1928) | Търпо Поповски (1848 – 1928) | Търпо Поповски (1848 – 1928) | Търпо Поповски (1848 – 1928) |                              |                              | Малина Поповска              | Малина Поповска              | Малина Поповска | Малина Поповска | Малина Поповска | Малина Поповска |                |                |                |                |  |  |        |        |        |        |        |        |  |  |                  |                  |                  |                  |                  |                  |  |  |                   |                   |                   |                   |                   |                   |  |  |        |        |        |        |        |        |  |  |  |  |
|  |  |                              |                              |                              |                              |                              |                              |  |  |                               |                               |                               |                               |                               |                               |  |  |                |                |                |                | Търпо Поповски (1848 – 1928) | Търпо Поповски (1848 – 1928) | Търпо Поповски (1848 – 1928) | Търпо Поповски (1848 – 1928) | Търпо Поповски (1848 – 1928) | Търпо Поповски (1848 – 1928) |                              |                              | Малина Поповска              | Малина Поповска              | Малина Поповска | Малина Поповска | Малина Поповска | Малина Поповска |                |                |                |                |  |  |        |        |        |        |        |        |  |  |                  |                  |                  |                  |                  |                  |  |  |                   |                   |                   |                   |                   |                   |  |  |        |        |        |        |        |        |  |  |  |  |
|  |  |                              |                              |                              |                              |                              |                              |  |  |                               |                               |                               |                               |                               |                               |  |  |                |                |                |                |                              |                              |                              |                              |                              |                              |                              |                              |                              |                              |                 |                 |                 |                 |                |                |                |                |  |  |        |        |        |        |        |        |  |  |                  |                  |                  |                  |                  |                  |  |  |                   |                   |                   |                   |                   |                   |  |  |        |        |        |        |        |        |  |  |  |  |
|  |  |                              |                              |                              |                              |                              |                              |  |  |                               |                               |                               |                               |                               |                               |  |  |                |                |                |                |                              |                              |                              |                              |                              |                              |                              |                              |                              |                              |                 |                 |                 |                 |                |                |                |                |  |  |        |        |        |        |        |        |  |  |                  |                  |                  |                  |                  |                  |  |  |                   |                   |                   |                   |                   |                   |  |  |        |        |        |        |        |        |  |  |  |  |
|  |  | Елена Поповска (1884 – 1900) | Елена Поповска (1884 – 1900) | Елена Поповска (1884 – 1900) | Елена Поповска (1884 – 1900) | Елена Поповска (1884 – 1900) | Елена Поповска (1884 – 1900) |  |  | Никола Поповски (1874 – 1922) | Никола Поповски (1874 – 1922) | Никола Поповски (1874 – 1922) | Никола Поповски (1874 – 1922) | Никола Поповски (1874 – 1922) | Никола Поповски (1874 – 1922) |  |  | София Поповска | София Поповска | София Поповска | София Поповска | София Поповска               | София Поповска               |                              |                              | Лазар Поповски (1891 – 1952) | Лазар Поповски (1891 – 1952) | Лазар Поповски (1891 – 1952) | Лазар Поповски (1891 – 1952) | Лазар Поповски (1891 – 1952) | Лазар Поповски (1891 – 1952) |                 |                 | Мария Поповска  | Мария Поповска  | Мария Поповска | Мария Поповска | Мария Поповска | Мария Поповска |  |  | Кръсто | Кръсто | Кръсто | Кръсто | Кръсто | Кръсто |  |  | Василка Поповска | Василка Поповска | Василка Поповска | Василка Поповска | Василка Поповска | Василка Поповска |  |  | Христина Поповска | Христина Поповска | Христина Поповска | Христина Поповска | Христина Поповска | Христина Поповска |  |  | Христо | Христо | Христо | Христо | Христо | Христо |  |  |  |  |
|  |  | Елена Поповска (1884 – 1900) | Елена Поповска (1884 – 1900) | Елена Поповска (1884 – 1900) | Елена Поповска (1884 – 1900) | Елена Поповска (1884 – 1900) | Елена Поповска (1884 – 1900) |  |  | Никола Поповски (1874 – 1922) | Никола Поповски (1874 – 1922) | Никола Поповски (1874 – 1922) | Никола Поповски (1874 – 1922) | Никола Поповски (1874 – 1922) | Никола Поповски (1874 – 1922) |  |  | София Поповска | София Поповска | София Поповска | София Поповска | София Поповска               | София Поповска               |                              |                              | Лазар Поповски (1891 – 1952) | Лазар Поповски (1891 – 1952) | Лазар Поповски (1891 – 1952) | Лазар Поповски (1891 – 1952) | Лазар Поповски (1891 – 1952) | Лазар Поповски (1891 – 1952) |                 |                 | Мария Поповска  | Мария Поповска  | Мария Поповска | Мария Поповска | Мария Поповска | Мария Поповска |  |  | Кръсто | Кръсто | Кръсто | Кръсто | Кръсто | Кръсто |  |  | Василка Поповска | Василка Поповска | Василка Поповска | Василка Поповска | Василка Поповска | Василка Поповска |  |  | Христина Поповска | Христина Поповска | Христина Поповска | Христина Поповска | Христина Поповска | Христина Поповска |  |  | Христо | Христо | Христо | Христо | Христо | Христо |  |  |  |  |